# Глейдс (окръг, Флорида)
Окръг Глейдс (на английски: Glades County) е окръг в щата Флорида, Съединени американски щати. Площта му е 0 km², а населението - 10 576 души (2000). Административен център е град Мор Хейвън.